# Spenglerův pohár 1995
69. ročník Spenglerova poháru se uskutečnil od 26. do 31. prosince 1995. Všechny zápasy se hrály v hale Vailant Areně v Davosu. Vítězem se stal tým Kanada.

## Účastníci
- Kanada - tým složený z Kanaďanů hrajících v Evropě
- HC Davos - hostitel
- HC Lada Togliatti
- IFK Helsinky
- Färjestad BK

## Základní část

### Tabulka
| Tým               | Z | V | P | VG | IG | B |
| ----------------- | - | - | - | -- | -- | - |
| HC Lada Togliatti | 4 | 3 | 1 | 17 | 10 | 6 |
| Kanada            | 4 | 3 | 1 | 19 | 12 | 6 |
| Färjestad BK      | 4 | 2 | 2 | 14 | 10 | 4 |
| IFK Helsinky      | 4 | 1 | 3 | 12 | 24 | 2 |
| HC Davos          | 4 | 1 | 3 | 11 | 17 | 2 |

### Zápasy
| 26. prosince 1995 15:30 | HC Davos | 3–0             | HC Lada Togliatti | Vaillant Arena |
|                         | HC Davos | (1:0, 1:0, 1:0) | HC Lada Togliatti |                |

| Souhrn zápasu | Souhrn zápasu | Souhrn zápasu | Souhrn zápasu | Souhrn zápasu |
| ------------- | ------------- | ------------- | ------------- | ------------- |
|               |               |               |               |               |

| 26. prosince 1995 20:45 | Kanada | 4–1             | Färjestad BK | Vaillant Arena |
|                         | Kanada | (2:0, 2:0, 0:1) | Färjestad BK |                |

| Souhrn zápasu | Souhrn zápasu | Souhrn zápasu | Souhrn zápasu | Souhrn zápasu |
| ------------- | ------------- | ------------- | ------------- | ------------- |
|               |               |               |               |               |

| 27. prosince 1995 15:30 | Färjestad BK | 7–1             | IFK Helsinky | Vaillant Arena |
|                         | Färjestad BK | (2:0, 4:1, 1:0) | IFK Helsinky |                |

| Souhrn zápasu | Souhrn zápasu | Souhrn zápasu | Souhrn zápasu | Souhrn zápasu |
| ------------- | ------------- | ------------- | ------------- | ------------- |
|               |               |               |               |               |

| 27. prosince 1995 20:45 | Kanada | 7–4             | HC Davos | Vaillant Arena |
|                         | Kanada | (3:2, 3:0, 1:2) | HC Davos |                |

| Souhrn zápasu | Souhrn zápasu | Souhrn zápasu | Souhrn zápasu | Souhrn zápasu |
| ------------- | ------------- | ------------- | ------------- | ------------- |
|               |               |               |               |               |

| 28. prosince 1995 15:30 | IFK Helsinky | 3–5             | Kanada | Vaillant Arena |
|                         | IFK Helsinky | (0:2, 2:3, 1:0) | Kanada |                |

| Souhrn zápasu | Souhrn zápasu | Souhrn zápasu | Souhrn zápasu | Souhrn zápasu |
| ------------- | ------------- | ------------- | ------------- | ------------- |
|               |               |               |               |               |

| 28. prosince 1995 20:45 | Färjestad BK | 2–4             | HC Lada Togliatti | Vaillant Arena |
|                         | Färjestad BK | (1:3, 0:0, 1:1) | HC Lada Togliatti |                |

| Souhrn zápasu | Souhrn zápasu | Souhrn zápasu | Souhrn zápasu | Souhrn zápasu |
| ------------- | ------------- | ------------- | ------------- | ------------- |
|               |               |               |               |               |

| 29. prosince 1995 15:30 | HC Lada Togliatti | 4–3             | Kanada | Vaillant Arena |
|                         | HC Lada Togliatti | (3:0, 1:2, 0:1) | Kanada |                |

| Souhrn zápasu | Souhrn zápasu | Souhrn zápasu | Souhrn zápasu | Souhrn zápasu |
| ------------- | ------------- | ------------- | ------------- | ------------- |
|               |               |               |               |               |

| 29. prosince 1995 20:45 | HC Davos | 3–6             | IFK Helsinky | Vaillant Arena |
|                         | HC Davos | (1:0, 0:3, 2:3) | IFK Helsinky |                |

| Souhrn zápasu | Souhrn zápasu | Souhrn zápasu | Souhrn zápasu | Souhrn zápasu |
| ------------- | ------------- | ------------- | ------------- | ------------- |
|               |               |               |               |               |

| 30. prosince 1995 15:30 | HC Davos | 1–4             | Färjestad BK | Vaillant Arena |
|                         | HC Davos | (1:2, 0:1, 0:1) | Färjestad BK |                |

| Souhrn zápasu | Souhrn zápasu | Souhrn zápasu | Souhrn zápasu | Souhrn zápasu |
| ------------- | ------------- | ------------- | ------------- | ------------- |
|               |               |               |               |               |

| 30. prosince 1995 20:45 | IFK Helsinky | 2–9             | HC Lada Togliatti | Vaillant Arena |
|                         | IFK Helsinky | (1:3, 0:3, 1:3) | HC Lada Togliatti |                |

| Souhrn zápasu | Souhrn zápasu | Souhrn zápasu | Souhrn zápasu | Souhrn zápasu |
| ------------- | ------------- | ------------- | ------------- | ------------- |
|               |               |               |               |               |

## Finále
| 31. prosince 1995 12:00 | HC Lada Togliatti | 0–3             | Kanada | Vaillant Arena |
|                         | HC Lada Togliatti | (0:2, 0:0, 0:1) | Kanada |                |

| Souhrn zápasu | Souhrn zápasu | Souhrn zápasu | Souhrn zápasu | Souhrn zápasu |
| ------------- | ------------- | ------------- | ------------- | ------------- |
|               |               |               |               |               |